# روبرت إميري
روبرت إميري (بالإنجليزية: Robert Emery)‏ هو عداء سريع أمريكي، ولد في 12 أغسطس 1898 في شيكاغو في الولايات المتحدة، وتوفي في 6 يناير 1934.

## وصلات خارجية
- روبرت إميري على موقع أوليمبيديا (الإنجليزية)